# Eupetrichthys
Eupetrichthys  es un género de pez de la familia de los Labridae y del orden de los Perciformes.

## Especies
De acuerdo con FishBase:
- Eupetrichthys angustipes Ramsay y Ogilby, 1888